# Camí català de Sant Jaume
El Camí català de Sant Jaume és una de les rutes de pelegrinatge que formen part del camí de Sant Jaume, al seu pas per terres catalanes.
En realitat, no es tracta d'un únic camí, sinó de diverses variants que conflueixen entre sí, en direcció a les terres aragoneses, passant per Montserrat, i separant-se a partir de Tàrrega en direcció a Lleida, Alcarràs i Saragossa, enllaçant amb el Camí francès de Sant Jaume a través de Logronyo, o en direcció a Alfarràs, Jaca, i el Monestir de Sant Joan de la Penya enllaçant amb la variant del Camí aragonès.
Una de les principals és la ruta que s'origina al Port de la Selva i Sant Pere de Rodes, o al Coll de Panissars i la Jonquera, i es dirigeix cap a Montserrat. També existeix la ruta amb origen a Barcelona cap a Montserrat. o la que s'origina a Tarragona en direcció a Lleida, a través de Santes Creus, l'Espluga de Francolí, Vallbona de les Monges i Juneda, amb la variant de Vallbona de les Monges a Castellnou de Seana. Finalment, existeix el ramal de l'Ebre que va des del Muntell de les Verges (Deltebre) a Batea.

## Traçat de la ruta

### Des de Coll de Panissars i el Port de la Selva a Alcarràs[2]
| Etapa                                   | Distància | Durada  | Desnivell positiu | Desnivell negatiu | Ref.   |
| --------------------------------------- | --------- | ------- | ----------------- | ----------------- | ------ |
| Coll de Panissars, la Jonquera-Figueres | 32 km     | 8 h     | 759               | 856               | [ 9 ]  |
| El Port de la Selva - Figueres          | 29 km     | 8 h     | 627               | 616               | [ 10 ] |
| Figueres - Bàscara                      | 18,5 km   | 5 h     | 222               | 191               | [ 11 ] |
| Bàscara - Girona                        | 33 km     | 8 h     | 526               | 516               | [ 12 ] |
| Girona - Amer                           | 26,8 km   | 8 h     | 469               | 348               | [ 13 ] |
| Amer - Sant Esteve d'en Bas             | 21,98 km  | 7 h     | 395               | 116               | [ 14 ] |
| Olot - Sant Esteve d'en Bas             | 8,6 km    | 2ː30 h  | 403               | 376               | [ 15 ] |
| Sant Esteve d'en Bas - l'Esquirol       | 20,65 km  | 6ː30 h  | 1175              | 955               | [ 16 ] |
| L'Esquirol - Vic                        | 21 km     | 5ː30 h  | 194               | 384               | [ 17 ] |
| Vic - l'Estany                          | 21 km     | 6 h     | 602               | 228               | [ 18 ] |
| L'Estany - Artés                        | 24,93 km  | 6ː30 h  | 204               | 764               | [ 19 ] |
| Artés - Manresa                         | 20,47 km  | 5 h     | 242               | 271               | [ 20 ] |
| Manresa - Montserrat                    | 23,9 km   | 6 h     | 810               | 285               | [ 21 ] |
| Montserrat - Igualada                   | 24,98 km  | 7ː30 h  | 510               | 934               | [ 22 ] |
| Igualada - Cervera                      | 38,74 km  | 10ː30 h | 645               | 428               | [ 23 ] |
| Cervera - Castellnou de Seana           | 27,99 km  | 7ː30 h  | 15                | 296               | [ 24 ] |
| Castellnou de Seana - Lleida            | 31,96 km  | 8 h     | 45                | 163               | [ 25 ] |
| Lleida - Alcarràs                       | 15 km     | 3 h     | 38                | 65                | [ 26 ] |
| Estany d'Ivars (variant)                | 20,3 km   | 5 h     |                   |                   | [ 27 ] |

### De Barcelona a Montserrat
Des de Montserrat es pot seguir per la ruta principal o bé pel Camí català de Montserrat a Sant Joan de la Penya.
| Etapa                              | Distància | Durada | Ref.   |
| ---------------------------------- | --------- | ------ | ------ |
| Barcelona - Martorell              | 32,7 km   | 8 h    | [ 29 ] |
| Martorell - Montserrat             | 22,9 km   | 7 h    | [ 30 ] |
| Barcelona - Sant Cugat (variant)   | 18,5 km   | 7 h    | [ 31 ] |
| Sant Cugat - Montserrat (variant)  | 38,3 km   | 9 h    | [ 30 ] |
| Montserrat - Can Maçana (singular) | 18,7 km   | 6 h    | [ 32 ] |

### De Tarragona a Lleida
Des de Lleida es pot seguir per la ruta principal.
| Etapa                                                  | Distància | Durada | Ref.   |
| ------------------------------------------------------ | --------- | ------ | ------ |
| Tarragona - Santes Creus                               | 32,9 km   | 8 h    | [ 34 ] |
| Santes Creus - L'Espluga de Francolí                   | 32,1 km   | 7 h    | [ 35 ] |
| L'Espluga de Francolí - Vallbona de les Monges         | 27,8 km   | 8 h    | [ 36 ] |
| Vallbona de les Monges - Juneda                        | 25,5 km   | 6 h    | [ 37 ] |
| Vallbona de les Monges - Castellnou de Seana (variant) | 21,9 km   | 5 h    | [ 38 ] |
| Juneda - Lleida                                        | 19,3 km   | 5 h    | [ 39 ] |

### Del Muntell de les Verges (Deltebre) a Batea
Aquest camí rep el nom de Camí de l'Ebre i continua cap a Favara de Matarranya, Casp, Saragossa i Logronyo.
| Etapa                                       | Distància | Durada | Ref.   |
| ------------------------------------------- | --------- | ------ | ------ |
| Muntell de les Verges - Poble Nou del Delta | 24,6 km   |        |        |
| Poble Nou del Delta - Amposta               | 22,6 km   |        |        |
| Amposta - Tortosa                           | 17,7 km   |        |        |
| Tortosa - Xerta                             | 13,6 km   | 3 h    | [ 40 ] |
| Xerta - Gandesa                             | 26,9 km   | 7 h    | [ 41 ] |
| Gandesa - Batea                             | 21,2 km   | 6 h    | [ 42 ] |
| Gandesa - Villalba dels Arcs (variant)      | 23,9 km   | 6 h    | [ 43 ] |

### De Montserrat a Alfarràs
També rep el nom de Camí català de Montserrat a Sant Joan de la Penya, i continua cap a Osca i Jaca.
| Etapa                                                      | Distància | Durada | Ref.   |
| ---------------------------------------------------------- | --------- | ------ | ------ |
| Montserrat - Igualada                                      | 27,2 km   |        | [ 44 ] |
| Igualada - La Panadella                                    | 22 km     |        | [ 45 ] |
| La Panadella - Tàrrega                                     | 28 km     |        | [ 46 ] |
| Tàrrega - Linyola                                          | 22,2 km   | 5 h    | [ 48 ] |
| Linyola - Balaguer                                         | 13 km     | 3 h    | [ 49 ] |
| Balaguer - Alfarràs                                        | 23 km     | 6 h    | [ 50 ] |
| Anglesola - Palau d'Anglesola per Estany d'Ivars (variant) | 20,3 km   | 5 h    | [ 27 ] |